# Stierbach

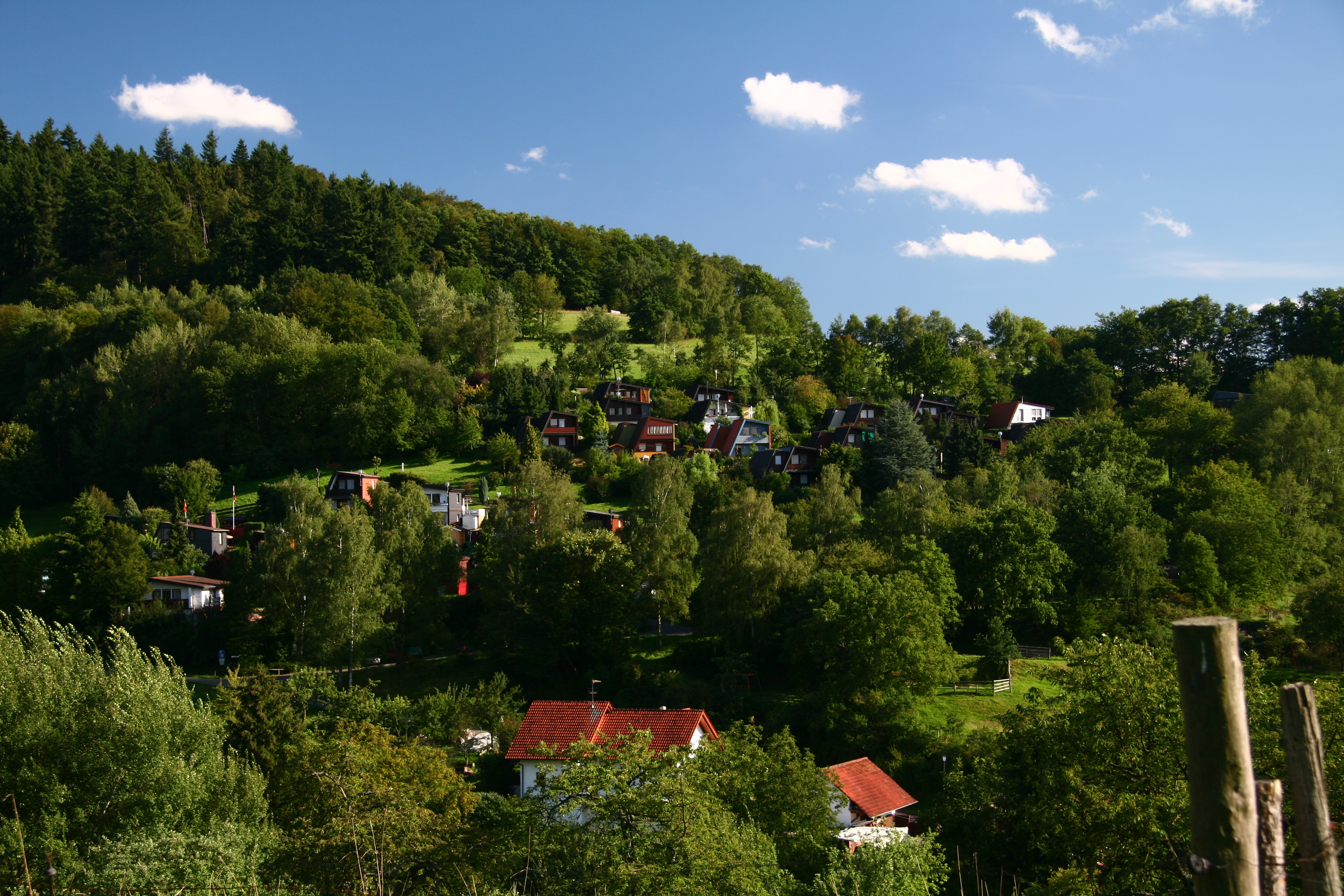
Wohngebiet Schnellertsberg bei Stierbach

Stierbach, ein Weiler, bildet heute zusammen mit Nieder-Kainsbach einen gemeinsamen Ortsbezirk in der Gemeinde Brensbach im südhessischen Odenwaldkreis.

## Geschichte
Er war und ist aber ein Teil der Gemarkung Affhöllerbach.
Anlässlich der Gebietsreform in Hessen wurde die Gemeinde Affhöllerbach mit den zu ihr gehörenden Weilern Kilsbach und Stierbach am 1. Februar 1971 auf freiwilliger Basis nach Nieder-Kainsbach eingemeindet. Innerhalb Nieder-Kainsbachs erfolgte am 1. August 1972 durch Gesetz die Eingliederung in die Gemeinde Brensbach. Dabei wurde der Weiler Stierbach in den Ortsbezirk Nieder-Kainsbach integriert.
Das Bestehen des Weilers ist unter der Schreibweise Stirbach seit 1454 dokumentiert.

## Geografische Lage
Stierbach liegt nur rund 250 Meter südöstlich von Nieder-Kainsbach an der Mündung des Stierbachs in den Kainsbach, einen Nebenfluss der Gersprenz, zu Füßen der Burg Schnellerts, deren spärliche Reste eine bewaldete 350 Meter hohe Bergkuppe südöstlich der Ortslage krönen.

## Wirtschaft und Infrastruktur
Stierbach liegt an der Landesstraße L 3260, die bei Nieder-Kainsbach von der Bundesstraße 38 abzweigt und, dem Kainsbach in südöstliche Richtung folgend, die Bundesstraße 47 auf der Wasserscheide zur Mümling quert und weiter nach Süden durch Mossautal führt. 
Größter Arbeitgeber am Ort ist die Firma Spalt, ein Lieferant von Bestattungsbedarf.